# Pacific Life Open 2007
Die Pacific Life Open 2007 waren ein Tennisturnier der WTA Tour 2007 für Damen und ein Tennisturnier der ATP Tour 2007 für Herren in Indian Wells, welche zeitgleich vom 7. bis zum 18. März 2007 stattfanden.

## Herrenturnier
→ Hauptartikel: Pacific Life Open 2007/Herren

## Damenturnier
→ Hauptartikel: Pacific Life Open 2007/Damen